# Goianésia do Pará
Goianésia do Pará è un comune del Brasile nello Stato del Pará, parte della mesoregione del Sudeste Paraense e della microregione di Paragominas.